# Kalten (Naturschutzgebiet)

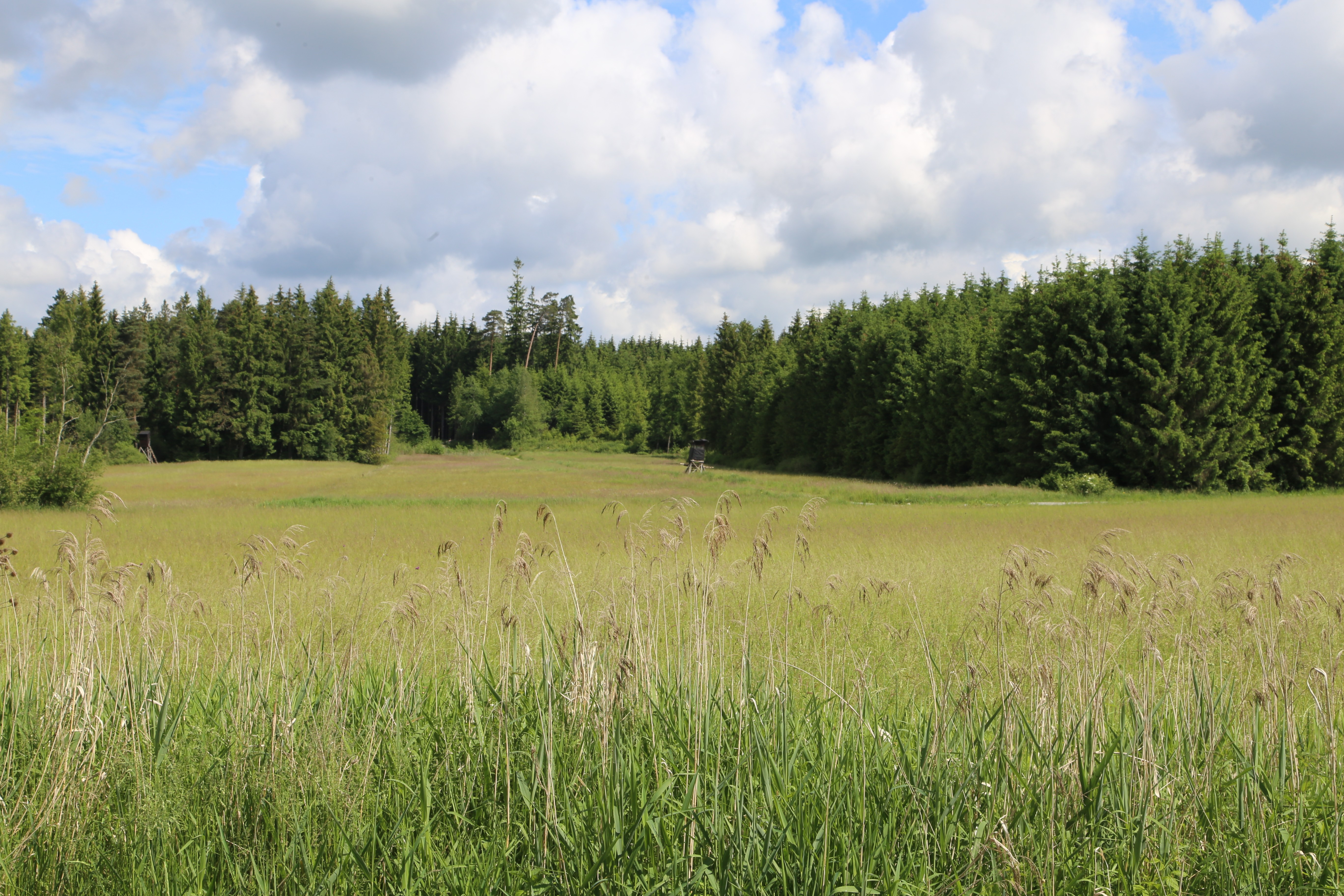
Naturschutzgebiet Kalten (Juni 2016)

Das Naturschutzgebiet Kalten liegt etwa zu gleichen Teilen auf dem Gebiet der kreisfreien Stadt Rosenheim und des Landkreises Rosenheim in Oberbayern.
Das 95,7 ha große Gebiet mit der Nr. NSG-00347.01, das im Jahr 1989 unter Naturschutz gestellt wurde, erstreckt sich westlich des Rosenheimer Stadtteils Westerndorf direkt an der am südlichen Rand verlaufenden St 2010. Durch das Gebiet fließt der Kaltenbach. Östlich verläuft die B 15a und südlich die A 8. Nördlich fließt die Mangfall und etwas weiter entfernt östlich der Inn.